# Mariano Haro
Mariano Haro Cisneros (Valladolid, 27 de maig de 1940 - Palència, 26 de juliol de 2024) fou un atleta espanyol especialista en fons, mig fons i cros.
Va créixer al poble de Becerril de Campos, i d'aquí que se li donés el renom "El león de Becerril"; després de la seva retirada fou batlle d'aquesta localitat (1979-2003).
Durant la dècada dels 60 i 70 guanyà nombrosos campionats d'Espanya. Els seus assoliments internacionals més notables foren el quart lloc als 10.000 metres als Jocs Olímpics de Múnic de 1972 i també el sisè en els de 1976 a Montreal.

## Palmarès a Espanya
- Subcampió Júnior d'Espanya de 5.000 metres llisos.
- Campió d'Espanya de Cross Júnior el 1960 y 1961.
- Campió d'Espanya de Cross (1962, 63, 68, 69, 71, 72, 73, 74, 75, 76, 77).
- Campió d'Espanya de Cross por equips el 1974, 1975, 1976 i 1977.
- Campió d'Espanya de 10.000 metres llisos (1962 amb 30:19.0), (1964 amb 30:57.2), (1965 amb 30:09.8), (1969 amb 29:46.4), (1970 amb 30:05.8), (1971 amb 29:33.6), (1973 amb 28:40.2), (1974 amb 28:56.2) i (1975 amb 28:55.6).
- Campió d'Espanya de 5.000 metres llisos (1962 amb 14:20.8), (1964 amb 14:15.4), (1965 amb 14:19.4), (1969 amb 14:12.0) i (1970 amb 14:27.6)
- Campió d'Espanya de 3.000 metres obstacles (1967 amb 9:00.6)
- Campió d'Espanya de Gran Fons (1975 amb 1h35:25)

## Palmarès internacional
| Any  | Competició                              | Lloc                    | Prova                 | Posició | Marca                       |
| ---- | --------------------------------------- | ----------------------- | --------------------- | ------- | --------------------------- |
| 1961 | Campionat del Món de Cross Júnior       | Nantes                  |                       | 3a      |                             |
| 1962 | Jocs Iberoamericans d'atletisme de 1962 | Madrid                  | 10.000 metres llisos  | 2a      | 30:22.4                     |
| 1962 | Jocs Iberoamericans d'atletisme de 1962 | Madrid                  | 5.000 metres llisos   | 3a      | 14:38.2                     |
| 1963 | Cross de les Nacions                    | Donosti                 |                       | 3a      | 37:42                       |
| 1965 | Copa d'Europa d'Atletisme               | Enschede, Països Baixos |                       | 1a      |                             |
| 1967 | Jocs del Mediterrani de 1967            | Tunis                   | 3000 metres obstacles | 3a      | 8:50                        |
| 1970 | Copa d'Europa d'Atletisme               | Zúric, Suïssa           |                       | 1a      |                             |
| 1971 | Campionat Europeu d'Atletisme           | Hèlsinki, Finlàndia     | 10.000 metres llisos  | 5a      |                             |
| 1971 | Jocs del Mediterrani de 1971            | Esmirna, Turquia        | 10.000 metres llisos  | 2a      | 28:54,4                     |
| 1972 | Cross de les Nacions                    | Cambridge               |                       | 2a      | 38:01                       |
| 1972 | Jocs Olímpics de Múnic de 1972          | Múnic                   |                       | 4a      | 27:48,14 (rècord d'Espanya) |
| 1973 | Campionat Mundial de Cross              | Waregem, Bèlgica        |                       | 2a      | 35:47                       |
| 1974 | Campionat Europeu d'Atletisme           | Roma                    | 10.000 metres llisos  | 8a      |                             |
| 1974 | Campionat Mundial de Cross              | Monza (ciutat d'Itàlia) |                       | 2a      | 35:25                       |
| 1975 | Campionat Mundial de Cross              | Rabat, Marroc           |                       | 2a      | 35:47                       |
| 1975 | Jocs del Mediterrani de 1975            | Alger, Algèria          | 10.000 metres llisos  | 2a      | 28:29,2                     |
| 1976 | Jocs Olímpics de Montreal 1976          | Montreal, Canadà        |                       | 6a      | 28:00,28                    |